# Raul - Diritto di uccidere
Raul - Diritto di uccidere è un film del 2005 diretto da Andrea Bolognini.
Tratto dal romanzo Delitto e Castigo di Dostoevskij prodotto da Manolo Bolognini, padre del regista, con Stefano Dionisi, Violante Placido e Giancarlo Giannini.

## Riconoscimenti
Il film è stato premiato al B.A.Film Festival come miglior film e miglior opera esportabile all’estero.
Ha valso anche un Globo d’oro ad Andrea Morricone per la colonna sonora e il Premio Fellini e Premio CSC all’attore Stefano Dionisi come miglior protagonista.